# Lufter Xhuveli
Lufter Xhuveli (ur. 4 stycznia 1941 we wsi Tragjas k. Wlory) – albański polityk i agronom, minister rolnictwa w rządach Fatosa Nano, Pandelego Majki i Ilira Mety, przywódca Enwironmentalistycznej Partii Agrarnej.

## Życiorys
W latach 1958–1962 studiował na wydziale agronomicznym Wyższej Szkoły Rolniczej w Tiranie, a następnie odbył studia podyplomowe z zakresu ekonomii politycznej. W latach 1962–1969 pełnił funkcję głównego agronoma w rolniczej kooperatywie w Kutalli k. Beratu. W 1969 objął stanowisko przewodniczącego sekcji rolnictwa w Beracie, a w 1972 zastępcy przewodniczącego komitetu wykonawczego partii w Beracie. W latach 1974–1975 pełnił funkcję głównego agronoma w państwowym gospodarstwie rolnym 29 Nentori w Lushnji.
W 1975 trafił do Wyższej Szkoły Rolniczej w Tiranie, gdzie objął stanowisko rektora, a od 1978 profesora genetyki roślin na tej uczelni. W czerwcu 1991 należał do grona organizatorów ostatniego X kongresu Albańskiej Partii Pracy, a po jej rozwiązaniu przeszedł do Socjalistycznej Partii Albanii. W 1992 przeszedł do nowo utworzonej Enwironmentalistycznej Partii Agrarnej i został wybrany jej przywódcą. W wyborach 1997 po raz pierwszy zdobył mandat deputowanego do parlamentu. W tym samym roku stanął na czele resortu rolnictwa, którym kierował przez cztery lata. W latach 2001–2002 był ministrem stanu, a w latach 2002-2003 ministrem ochrony środowiska.

## Publikacje
- 1998: The strategy of agricultural development in Albania: the green strategy
- 2012: Bimët dhe Shqiptarët nga neoliti në shekullin 21